# Ачкасов, Сергей Васильевич
Серге́й Васи́льевич Ачка́сов (1919 — 14 марта 1943) — лётчик-ас, участник Великой Отечественной войны, командир звена 176-го истребительного авиационного полка 207-й истребительной авиационной дивизии 2-й воздушной армии Воронежского фронта, Герой Советского Союза (4.02.1943), лейтенант.

## Биография
Родился в 1919 году в селе Староклёнское (ныне — Первомайского района Тамбовской области) в семье крестьянина. Русский. Образование неполное среднее. Работал на железнодорожной станции Ступино, окончил аэроклуб в городе Подольске Московской области.
В Красной армии с 1940 года. Окончил Качинскую военную авиационную школу пилотов. 4 января 1941 года в звании сержанта прибыл в 16-й истребительный авиационный полк.
Член ВКП(б) с 1941 года. На фронте с июня 1941 года. Участвовал в боях на дальних и ближних подступах к Москве. На его счету появились сбитые в воздушных боях самолёты противника. 17 октября 1941 года в воздушном бою над территорией Некоузского района Ярославской области таранил своим И-16 вражеский бомбардировщик. Приземлился на повреждённом самолёте. За этот таран был награждён орденом Ленина.
13 августа 1942 года лейтенант Ачкасов в паре с командиром эскадрильи неподалёку от посёлка Подклетное близ города Воронежа вступил в бой против 9 бомбардировщиков и 7 истребителей противника, помешав «юнкерсам» прицельно сбросить бомбы. В первой же атаке сбил Me-109. В ходе воздушного боя, длившегося 40 минут, у Ачкасова вышли все боеприпасы, а в это время в хвост самолёта командира зашли 2 «мессершмитта». Тогда лейтенант искусным манёвром заставил одного гитлеровца отвернуть, а на второго пошёл на таран на высоте 5000 метров. Удар был настолько силён, что Ме-109 начал разваливаться ещё в воздухе. Обломки его упали в районе деревни Ново-Троицкое.
Но был ранен и сам Ачкасов. Его самолёт стал неуправляем и перешёл в пикирование. С большим трудом лётчик выбросился с парашютом. Его подобрали крестьяне и в бессознательном состоянии отправили в госпиталь. После выздоровления вернулся на фронт.
К сентябрю 1942 года совершил 160 боевых вылетов, сбил лично 8 и в составе группы — 2 самолёта противника.
Указом Президиума Верховного Совета СССР «О присвоении звания Героя Советского Союза начальствующему и рядовому составу Красной Армии» от 4 февраля 1943 года за «образцовое выполнение боевых заданий командования на фронте борьбы с немецко-фашистскими захватчиками и проявленные при этом отвагу и геройство» лейтенанту Сергею Васильевичу Ачкасову, командиру звена 176-го истребительного авиационного полка 207-й истребительной авиационной дивизии 2-й воздушной армии, было присвоено звание Героя Советского Союза.
Но получить награды Герой не успел. Будучи уже командиром эскадрильи, он погиб 14 марта 1943 при налёте вражеской авиации на Центральный аэродром Курска.

## Награды
- Медаль «Золотая Звезда» Героя Советского Союза
- Два ордена Ленина

## Память
- Похоронен на территории военного городка № 26 в деревне Халино Курского района.
- Одна из улиц деревни Халино названа именем героя.
- Приказом Министра Обороны СССР навечно зачислен в списки воинской части, в комнате боевой славы которой установлен бюст Героя.